# لورين كاي بوتير
لورين كاي بوتير (بالإنجليزية: Lorraine Kay Potter)‏ هي ضابطة أمريكية، ولدت في 1946.